# Кімрський район
Кімрський район (рос. Кимрский район) — муніципальний район у складі Тверської області Російської Федерації.
Адміністративний центр — місто Кімри, яке є окремим міським округом і до складу району не входить.

## Демографія
Динаміка чисельності населення району:
| рік  | 1959  | 1970    | 1979    | 1989    | 2002    | 2010    | 2012    | 2013    |
| ---- | ----- | ------- | ------- | ------- | ------- | ------- | ------- | ------- |
| осіб | 28335 | ▼ 27689 | ▼ 20417 | ▼ 18439 | ▼ 15604 | ▼ 13190 | ▼ 12920 | ▼ 12711 |

## Адміністративний устрій
До складу району входять одне міське та 13 сільських поселень:
1. Міське поселення — селище Білий Городок
2. Биковське сільське поселення
3. Горицьке сільське поселення
4. Ільїнське сільське поселення
5. Красновське сільське поселення(інші мови)
6. Маловасилівське сільське поселення
7. Неклюдовське сільське поселення
8. Печетовське сільське поселення
9. Приволзьке сільське поселення
10. Стоянцевське сільське поселення
11. Тітовське сільське поселення
12. Устіновське сільське поселення
13. Федоровське сільське поселення
14. Центральне сільське поселення